# Reichsjugendführer
Reichsjugendführer (oversat: "Rigsungdomsfører") var titlen for lederen af Hitlerjugend, det tyske nationalsocialistiske parti NSDAP's ungdomsbevægelse. Titlen blev indført i 1931 med Baldur von Schirach som den første indehaver. Han blev efterfulgt af Artur Axmann i 1940. Von Schirach og Axmann var de eneste, som fik titlen.
I tillæg til at være en embedstitel var Reichsjugendführer også en paramilitær grad. Der var oprindelig ikke nogen insignier for graden, og von Shirach var for det meste klædt i partiets brune jakke med Hitlerjugends armbind. Axmann indførte insignier baseret på dem, som blev brugt af Reichsführer-SS. 
Både Axmann og von Schirach blev dømt som krigsforbrydere efter afslutningen af 2. verdenskrig, især for den rolle som de to Reichsjugendführere havde spillet i forhold til børn og unge.